# Park prirode Biokovo
Park prirode Biokovo jedan je od 12 parkova prirode u Hrvatskoj i obuhvaća istoimeni planinski masiv Biokovo. Parkom prirode proglašen je 1981. godine, s površinom od 195,5 km2. Park se upravno nalazi u Splitsko-dalmatinskoj županiji i obuhvaćaju ga općine Brela, Baška Voda, Makarska, Tučepi, Podgora, Zagvozd, Zadvarje i Šestanovac. Najviši vrh parka Sveti Jure s 1762 metra nadmorske visine ujedno je i najviši vrh planine Biokovo te treći po visini vrh u Hrvatskoj.
U sastavu Parka nalazi se Botanički vrt Kotišina, koji je utemeljio fra Jure Radić, te zidine velikog Kaštela.
Biokovo se ističe izraženim krškim reljefom. Na tom se području nalazi velik broj špilja i jama te ponikva, škrapa i kamenica. Neka od glavnih obilježja Parka prirode Biokovo su jama Amfora (-788 m) te najdublja jama na Biokovu jama Mokre noge (-842 m) i endemične biljne i životinjske vrste te značajna paleontološka nalazišta. Uz krajobraz i vidikovce, u parku se nalaze i posebni geomorfološki rezervati i posebni rezervati šumske vegetacije bukve i jele te autohtone šume crnog dalmatinskog bora.
Za zaštitu i održavanje parka 1998. godine osnovana je Javna ustanova Park prirode Biokovo. Planinu godišnje posjeti oko 50 000 turista.

## Granice parka
Granica parka prirode ide cestom od prijevoja Dubci na Jadranskoj magistrali do Novaka, zatim podnožjem strmca do zaseoka Bartulovići, putem do sela Topići i sjeverno od kamenoloma do starog sela Bast, preko Smokvine na izvor Jablan, nadalje putem od zaseoka Žlib-Veliko brdo do sela Makar i ispod strmca sela Kotišina, do zaseoka Potpeć-Tučepi, zatim podnožjem strmca do ruba šume Staza, pa sjevernim rubom šume do vrgoračke ceste i nadalje vrgoračkom cestom do Gornjih Igrana, pa cestom do Kozice, zatim na sjeverozapad cestom do Zagvozda, gdje skreće put prema Dedićima i Lončarima do kapele Sv. Stjepana, pa na kotu 306, zatim na zaselak Čikeš, preko kote Sedlača (278) na kote Strigovo (398) i Kula (382), te ravnom linijom na početnu točku prijevoja Dubci.

## Geografska obilježja
Planina Biokovo dio je planinskog masiva Dinarida. Najviši vrh planine jest Sveti Jure koji je visok 1762 metra. Do vrha na kojem se nalazi i televizijski odašiljač vodi Biokovska cesta duga 23 km. Sama planina je tik uz more i dijeli obalni pojas i Dalmatinsku zagoru. Glavno obilježje planine je njezina impozantna visina i strmo uzdizanje s obalne strane. Samo podnožje središnjeg dijela Biokova ima blagi pad prema moru do 300 metara nadmorske visine, nakon čega se izdižu preko 1000 metara visoke stijene.
Predio Biokova po sastavu stijena može se podijeliti u tri kategorije: priobalni pojas, centralni gorski hrbat i biokovsku zagoru. Priobalnim pojasom dominiraju naslage iz perioda tercijara i kvartara, a uz obalno područje je rasprostranjen fliš. Centralni gorski hrbat izgrađuju stijene iz mezozoika, pretežito vapnenačke stijene. Biokovska zagora je karakteristična po debelim serijama fliških sedimenata.
Osobitost Parka prirode Biokovo brojni su krški oblici kao što su kamenice, škrape, ponikve te jame i špilje. Najveća špilja na Biokovu jest špilja Krjava. Biokovska jama Mokre noge (-842 m) trenutačno je po dubini četvrta u Hrvatskoj, a poznata je i jama Amfora (-788 m). Do sada je na području Biokova istraženo 177 speleoloških objekata, a postoje i 33 dosad neistražena. U špiljama i jamama je pronađeno mnogo fosilnih ostataka, primjerice smeđeg medvjeda, vuka, divokoza i kozoroga, običnog jelena i drugi.

## Flora
Na Biokovu prevladavaju biljke prilagođene strmim krševitim i ogoljelim terenima. Pojedinim predjelima dominiraju planinski pašnjaci, dok su prema unutrašnjosti planine u zaklonjenim ponikvama razvijene šume bukve s nešto jele. U parku rastu i autohtone šume dalmatinskog crnog bora. Među njima se nalazi i posebno zaštićeno stablo, "Miletin bor". Primjećuje se miješanje mediteranskih i srednjoeuropskih flornih elemenata, a dominira ilirsko-mediteransko bilje.
Na Biokovu raste mnogo ugroženih biljaka, kao velecvijetni rožac, crvena vratiželja, trobridi sijedac, malocrveni kaćun, Portenšlagova zvončica, modro lasinje i druge. U samom parku raste preko 1500 biljnih vrsta.
Neke od preko 40 endemskih vrsta su patuljasto zvonce koji raste pretežito na nadmorskim visinama od 1400 do 1700 metara. Puzavo zvonce je također jedan od endema i raste u pukotinama i rasjeklinama u stijenama, a velik dio populacije biljke je uništen tijekom gradnje Biokovske ceste.

## Fauna
Iako je planina na prvi pogled ogoljela i bez previše života, na njoj su pronađene brojne životinjske vrste. Fauna beskralježnjaka na Biokovu ni dan danas nije dovoljno poznata. Poznato je 87 vrsta kornjaša, a osobito endemski Molops bucephalis. Do 2002. godine zabilježena je 221 vrsta leptira, 69 danjih i 152 noćna. Među njima je i globalno ugrožena vrsta mali plavac i endemični dalmatinski okaš.
Velik broj endema nalazi se u podzemnoj fauni. Do sada je utvrđeno da u brojnim špiljama i jamama živi oko 120 špiljskih organizama, od kojih je polovica endema. Neke od 25 vrsta koje su nađene samo na Biokovu su relikti (živi fosili). Biokovo je jedan od centara endimizma u Hrvatskoj.
Biokovo nema stalna jezera, ali su prisutni krški izvori i podzemne vode. U lokvama i kamenicama koji su veći dio godine pune vode, nalaze se zaštićeni vodozemci kao primjerice pjegavi daždevnjak, mali vodenjak, žuti mukač, velika zelena žaba i gatalinka, koja se nalazi i na Crvenoj listi IUCN-a.
Područje je poznato i po zmijama. Neke od zaštićenih vrsta koje se mogu vidjeti su obična bjelica, crvenkrpica, kravosas, šara poljarica, šilac, smuklja, zmajur, crnokrpica i bjelouška. Jedna od najpoznatijih otrovnica jest poskok. Od ostalih gmazova ondje obitavaju obična čančara i gušteri obična gušterica, zidna gušterica i primorska gušterica, koji su strogo zaštićeni.
Područjem planine gnijezde se neke od rijetkih i ugroženih vrsta ptica. Orao zmijar, suri orao i vjetruša kliktavka strogo su zaštićeni prema Bernskoj konvenciji. Crnokrili kamenjar (primorska bjeloguza) gnijezdi se na predjelima višim od 1400 metara nadmorske visine, a obični kamenjar (sivkasta bjeloguza) obitava u visokim predjelima od 750 do 1350 metara nadmorske visine. Obje vrste su također strogo zaštićene. Najčešća ptica na planini je galica ćolica (žutokljuna galica), a za mnoge vrste se još ne zna jer nisu provedena sustavna ornitološka istraživanja.
Utvrđeno je i trinaest vrsta šišmiša, veliki potkovnjak, mali potkovnjak, sredozemni potkovnjak (vrlo rijetka i ugrožena vrsta), bjelorubi šišmiš, savijev šišmiš, primorski šišmiš, kasni noćnjak, sredozemni slobodnorepac i drugi. Sve vrste su strogo zaštićene.
Od ostalih sisavaca, na većim nadmorskim visinama mogu se sresti šumska rovka i mala rovka. Obični zec je raspostranjen po cijelom području parka. Značajan je i dinarski voluhar koji je posebno zaštićen prema Pravilniku o zaštiti pojedinih vrsta sisavaca i nalazi se u Crvenoj knjizi životinjskih svojti Republike Hrvatske. Endemična podvrsta krški puh je zaštićena jednako kao i dinarski voluhar. Od zvijeri je prisutan strogo zaštićeni vuk, a od ostalih su prisutni lisica, lasica, kuna zlatica, kuna bjelica, jazavac i drugi.
Od 1964. na područje Biokova je ponovno dovedena balkanska divokoza, a 1968. i Muflon. Obje vrste su zaštićene. U posljednje vrijeme znatno se povećala populacija divljih svinja.

## Botanički vrt Kotišina
Dio parka je i botanički vrt Kotišina kojeg je utemeljio dr. fra Jure Radić sa svrhom znanstvenog istraživanja i motrenja te zaštite i očuvanja biljnog svijeta planine. Nalazi se iznad sela Kotišina, na nadmorskoj visini od 350 do 500 metara. Područje vrta se prostire na 16,5 ha i nije uređeno kao botanički vrt u klasičnom smislu. Biljke nisu unesene prema određenom pravilu, već kao ograđeni dio prirode gdje će se zadržati samorodna fauna. U sklopu vrta je zabilježeno oko 300 samoniklih biljaka, pretežito mediteranskih i planinskih. Od trajnica se ističu jadranska perunika i napuljska ciklama.
Kroz vrt vodi nekoliko staza, a pojedine biljke su označene imenima svoje porodice i svojte. U blizini vrta se nalaze zidine velikog Kaštela, utvrde iz 17. stoljeća. Dio parka je i kanjon Proslap s istoimenim slapom koji oživi samo za vrijeme obilnih kiša.

## Turizam
Planinu Biokovo godišnje posjeti otprilike 50 000 turista. Veliki turistički značaj predstavlja Biokovska cesta koja vodi do vrha i koja je tijekom turističke sezone krcata vozilima. Prema pravilima parka na cesti smije biti istovremeno najviše 80 vozila. Dodatni je problem to što je cesta uska i mimoilaženje je gotovo nemoguće, stoga je na nekoliko mjesta proširena. Na cesti se nalazi nekoliko restorana, od kojih su tek jedan ili dva otvoreni i to uglavnom u turističkoj sezoni. Odvojak ceste vodi prema vrhu Vošac iznad Makarske, najpopularnijem izletištu na Biokovu pod kojim je vidikovac Štrbina s kojeg se pruža pogled na Makarsko primorje i otoke.
Planirana je izgradnja dvokabinske žičare Makarska-Vošac. Žičara bi imala dužinu trase oko 2700 metara i visinsku razliku od 1200 metara. Planirani je kapacitet prijevoz otprilike 150 000 posjetitelja godišnje. Projekt je uveden u makarski plan, ali nije u prostornom planu Parka prirode Biokovo.

## Ugroze
Zbog podmetnuta požara u Tučepima bilo je opožareno područje Parka do Podstrane, a požar je 31. srpnja i 1. kolovoza 2024. gasilo 230 vatrogasaca.

## Vanjske poveznice
|  | Zajednički poslužitelj ima još gradiva o temi Biokovo |

- Park prirode Biokovo - službena stranica
- Brolanenses, društvo prijatelja kulturne i prirodne baštine Breljana
- HPD Sveti Jure Zagvozd